# 2024 YR4
2024 YR4 é um asteroide com diâmetro entre 40m e 90m, classificado como um tipo Apollo (que cruza a órbita da Terra) objeto próximo da Terra. Desde 23 de fevereiro de  2025 2024 YR4 foi classificado como 0 na escala de Turim, com uma chance de 1 em 59000 (0.0017%) de impactar a Terra em 22 de dezembro de 2032. A NASA atribui uma classificação de −345 na Escala de Perigo Técnico de Palermo, o que corresponde a um risco de impacto de 0.08% em relação ao nível de risco de fundo. A região de incerteza para o caminho do seu impacto potencial em 2032 é 560000 km.  A aproximação nominal em 22 de dezembro de 2032 faz com que o asteroide passe mais perto da Lua do que da Terra. 
Foi descoberto pela estação chilena do Asteroid Terrestrial-impact Last Alert System (ATLAS) em 27 de dezembro de 2024. A descoberta iniciou a primeira etapa das respostas de defesa planetária, onde todos os telescópios disponíveis são solicitados a coletar dados sobre o objeto e as agências espaciais endossadas pela Organização das Nações Unidas são incentivadas a começar o planejamento para a mitigação da ameaça de asteroides.
O asteroide fez uma aproximação próxima da Terra a uma distância de 828.800km em 25 de dezembro de 2024, dois dias antes de sua descoberta, e agora está se afastando. Sua próxima aproximação ocorrerá em 17 de dezembro de 2028. Do início de abril de 2025 a junho de 2028, espera-se que o asteroide esteja muito distante para ser observado por telescópios terrestres. No entanto, telescópios infravermelhos baseados no espaço podem continuar monitorando-o durante parte desse período; por exemplo, o Telescópio Espacial James Webb está programado para observá-lo entre março e maio de 2025. Análises preliminares de espectrometria e fotometria deste asteroide sugerem que ele é um tipo S ou tipo L, ambos indicando uma composição rochosa.  

## Designação
A designação provisória do asteroide como um planeta menor, "2024 YR4", foi atribuída pelo Minor Planet Center quando sua descoberta foi anunciada em 27 de dezembro de 2024. 2024 indica o ano da descoberta, a primeira letra, "Y", indica que o asteroide foi descoberto na segunda metade de dezembro (16 a 31 de dezembro) daquele ano, e "R4" indica que foi a 117ª designação provisória a ser atribuída naquela metade do mês.

## Características físicas

### Tamanho e massa

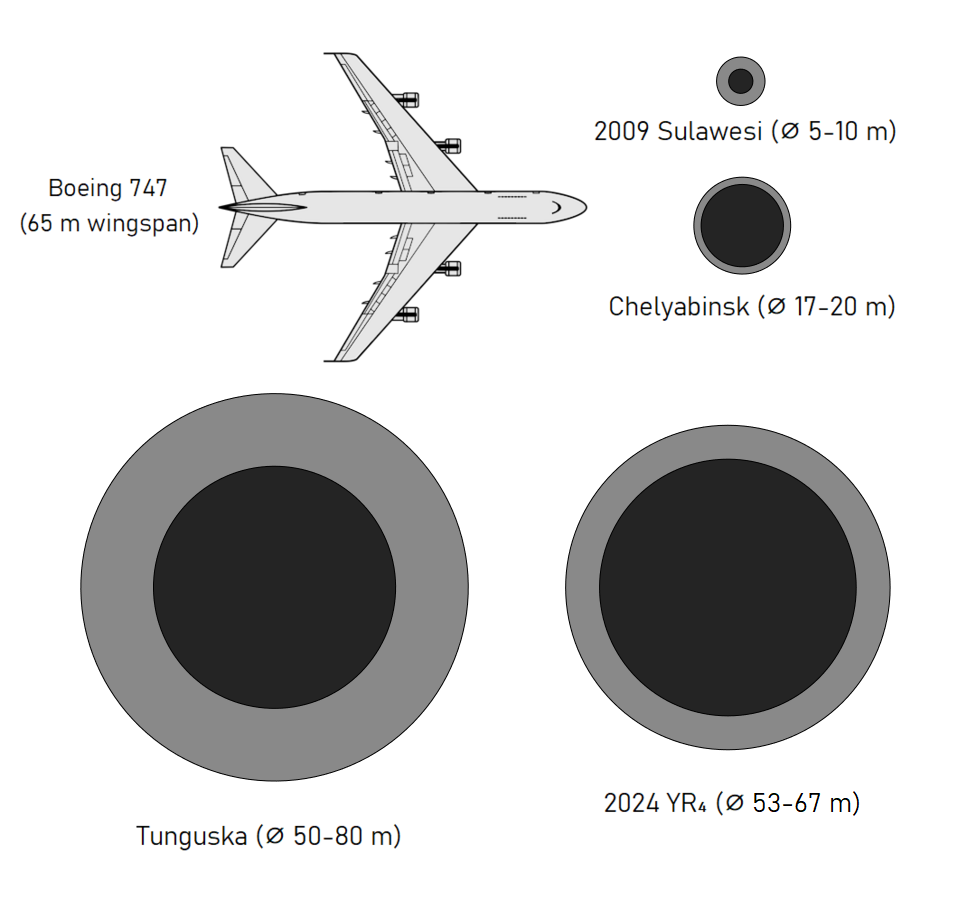
Comparação de tamanho de e outros meteoroides notáveis, com objetos feitos pelo homem mostrados em escala

O diâmetro de 2024 YR4 não foi medido, mas pode ser estimado a partir de seu brilho (magnitude absoluta) usando uma faixa de valores plausíveis para sua refletividade superficial (albedo geométrico). Se 2024 YR4 reflete entre 5% e 25% da luz visível, então seu diâmetro está entre 40 e 90 metros. A NASA estima um diâmetro de 54 metros para um albedo geométrico assumido de 0.154. Essas estimativas colocam 2024 YR4 em um tamanho semelhante ao do asteroide que causou o evento Tunguska em 1908 ou ao asteroide ferroso-níquel que criou a Cratera do Meteorito em Arizona há 50.000 anos. O diâmetro e o albedo de 2024 YR4 só podem ser medidos mais precisamente com observações térmicas infravermelhas, observações de radar ou imagens diretas por uma espaçonave.
A massa e a densidade de 2024 YR4 não foram medidas, mas a massa pode ser estimada com uma densidade e um diâmetro assumido. A NASA estima uma massa de 22×108 kg para um diâmetro de 54 metros e uma densidade assumida de 26 g/cm3, que é uma densidade típica para asteroides rochosos.

### Composição e período de rotação
Análises espectroscópicas preliminares do Gran Telescopio Canarias e do Lowell Discovery Telescope sugerem que 2024 YR4 é um tipo S (17% da população de asteroides) ou um tipo L, ambos indicando uma composição rochosas.
Observações fotométricas pelo Very Large Telescope (VLT) e pelo telescópio de 1,54 metros do Observatório La Silla indicam que 2024 YR4 tem um período de rotação próximo de 19,5 minutos. O brilho de 2024 YR4 varia em 0,42 magnitudes à medida que gira, indicando que tem uma forma alongada. O VLT também observou 2024 YR4 em múltiplos ângulos de fase de 5° a 35°, o que permitiria a construção de uma curva de fase que pode restringir as propriedades da superfície do asteroide.

## Órbita
2024 YR4 orbita o Sol em uma órbita elíptica que cruza a órbita da Terra, tornando-se um objeto próximo da Terra do tipo Apollo. O asteroide tem um período orbital de cerca de 3,99 anos e uma inclinação orbital de 3,41 graus em relação à órbita da Terra (eclíptica). Sua órbita deve ser perturbada no encontro próximo de 2032 se não atingir a Terra.  Os astrônomos Carlos e Raúl de la Fuente Marcos propuseram que 2024 YR4 poderia estar relacionado a um grupo de asteroides próximos à Terra em órbitas semelhantes: 2017 UW5, 2018 GG4, 2019 SC e 2020 MQ61. 
O asteroide chegou ao periélio (aproximação mais próxima do Sol) em 22 de novembro de 2024. O asteroide fez uma aproximação próxima da Terra em 25 de dezembro de 2024, dois dias antes de sua descoberta. Durante esse encontro, o asteroide passou a 828,800 km (515,000 mi; 2.156 LD) da Terra e depois a 488,300 km (303,400 mi; 1.270 LD) da Lua. O asteroide fará sua próxima aproximação próxima da Terra em torno de 17 de dezembro de 2028, quando passará a 8,010,000 ± 134,000 km (4,977,000 ± 83,000 mi; 20.84 ± 0.35 LD) do planeta. O encontro de 2028 proporcionará aos astrônomos a oportunidade de realizar observações adicionais e estender o arco de observação em quatro anos. Isso melhorará significativamente os cálculos da órbita de 2024 YR4 em preparação para sua aproximação próxima em 22 de dezembro de 2032. Como a aproximação de 2032 ainda não está bem definida o suficiente para descartar um impacto com a Terra ou a Lua, a perturbação resultante do sistema Terra-Lua é altamente incerta e, portanto, aproximações próximas após 2032 também não estão bem definidas. As trajetórias possíveis tornam-se mais divergentes com o tempo e resultam em uma chance muito pequena de um impacto na Terra em 2039.

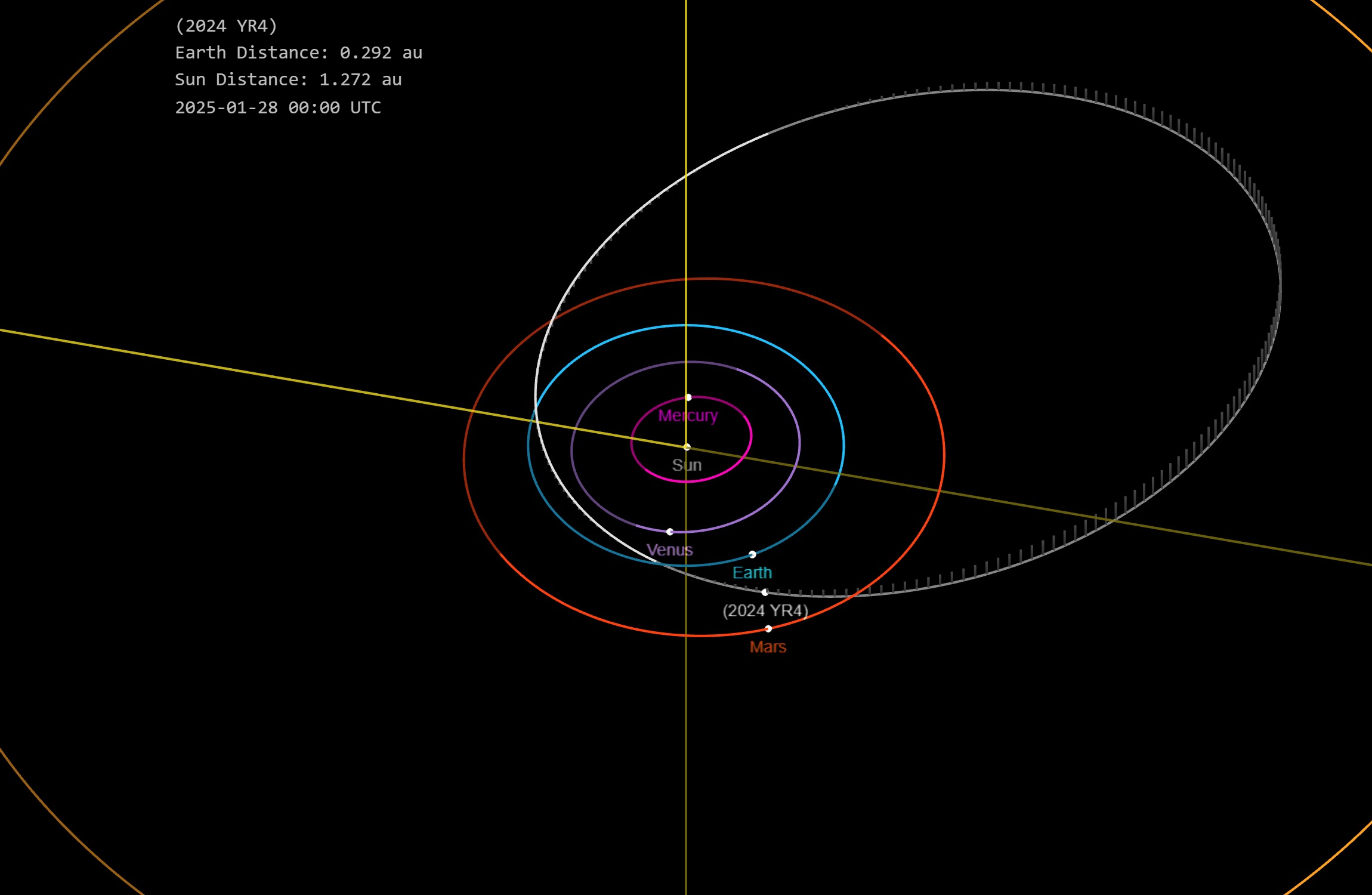
Diagrama orbital do 2024 YR4
Animação de 2024 YR4 em torno do Sol - aproximação de 2032 2024 YR4 ·       Sol ·       Mercúrio ·       Venus ·       Terra ·       Marte

## Potencial impacto em 2032
Devido ao tamanho do 2024 YR4 e à probabilidade de impacto anteriormente maior que 1%, ele atingiu o pico no nível de classificação 3 da escala de Turim, o que levou a Rede Internacional de Alerta de Asteroides a emitir um aviso em 29 de janeiro de 2025.  Esta foi a segunda maior classificação na escala de Torino que um asteroide já atingiu, atrás do 99942 Apophis, que classificou brevemente o nível 4 na escala de Torino no final de 2004.  A NASA chegou a dar uma classificação de escala de Palermo de −0,18 para 2024 YR4 em 18 de fevereiro de 2025 (quando teve um arco de observação de 55 dias), que correspondeu a um risco de impacto de 66% do nível de risco de fundo. Em 23 de fevereiro de 2025 (com um arco de observação de 60 dias), o asteroide voltou para o nível 0 da escala de Torino, o que significa que a probabilidade de uma colisão é efetivamente zero.
Desde 23 de fevereiro de  2025, NASA classifica o asteróide em −3,45 na escala de Palermo, o que corresponde a um risco de impacto de 0,08% do nível de risco de fundo. NEODyS dá −4,38 com uma probabilidade de impacto de 0,000444%, enquanto a Agência Espacial Europeia dá uma classificação na escala de Palermo de −3,55 com uma probabilidade de impacto de 0,00162%.

### Efeito do impacto

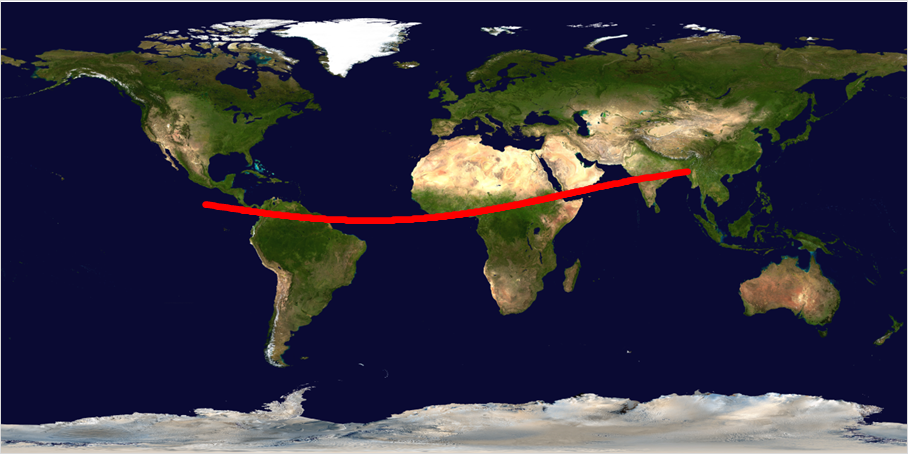
Corredor de risco de impacto para a aproximação de 2032

O corredor de risco dos possíveis locais de impacto do 2024 YR4 começa no leste do Oceano Pacífico equatorial, atravessa o norte da América do Sul, o Oceano Atlântico equatorial, a Nigéria, a África central, o norte da África oriental, o canto sudoeste da Península Arábica, o noroeste do Oceano Índico, a Índia e termina em Bangladesh. 
Com base nas estimativas de diâmetro, massa e densidade da NASA para 2024 YR4, o asteroide liberaria uma energia equivalente a 7.8Mt de TNT se colidisse com a Terra a uma velocidade de entrada na atmosfera de 17.32 km/s (10.76 mi/s). Devido à sua composição rochosa, isso provavelmente produziria uma explosão de aérea do meteoro ao invés de uma cratera de impacto (para um impacto em um continente) ou tsunami (para um impacto oceânico). Além disso, poderia causar destruição a até 50 km (30 mi) do local do impacto. Apesar de seu potencial de causar danos se houver impacto, 2024 YR4 não é categorizado como um objeto potencialmente perigoso (PHO) porque tem uma magnitude absoluta menor que 22, o que geralmente significa que tal asteroide tem menos de 140 metros de diâmetro e, portanto, seu dano potencial seria localizado.

### Potencial impacto na Lua
2024 YR4 uma chance de 3.8% de chance de impactar a Lua em 22 de dezembro de 2032 por volta das 15:17–15:21 UT. A aproximação nominal à lua é por volta das 15:18 UTC ± 1.5 hours a uma distância de 1400km,  com um nível 3-sigma de incerteza de 83,000km.

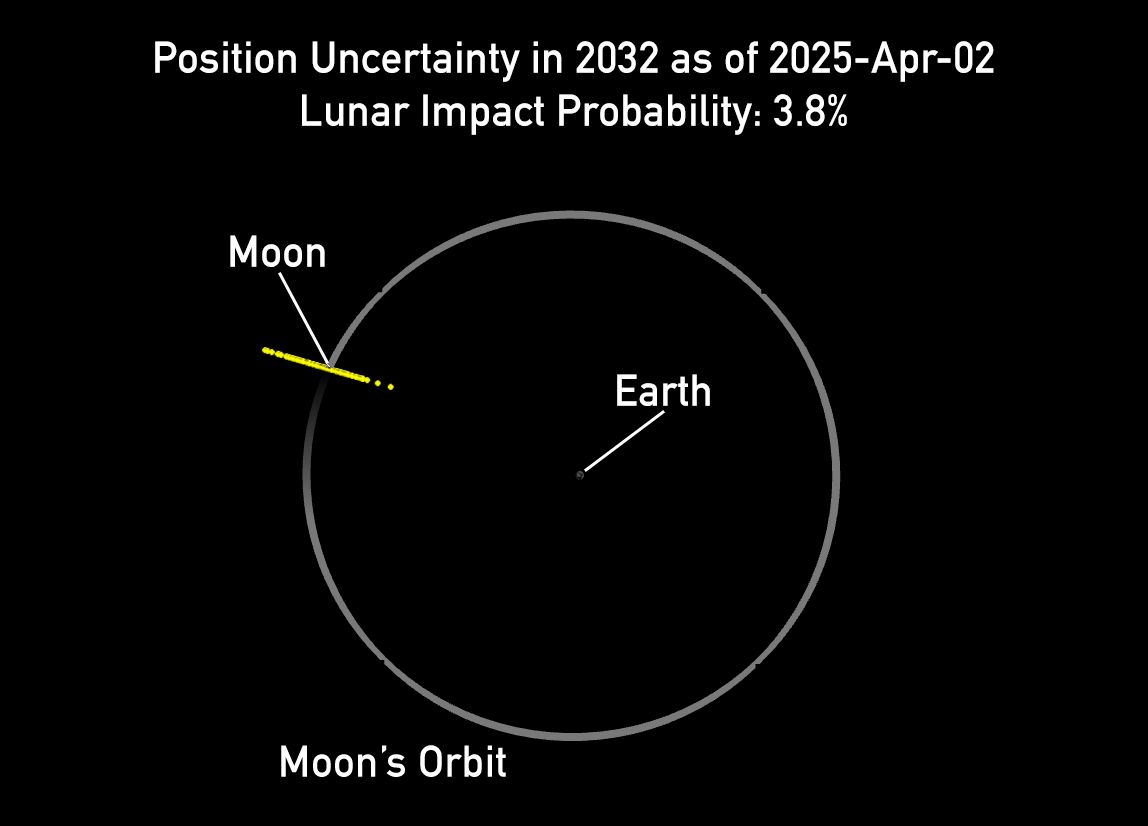
Possíveis localizações do asteróide em 22 de dezembro de 2032, medido em 2 de Abril de 2025.

Uma potencial colisão com a Lua pode criar uma cratera de impacto de 500 a 2000 metros de largura na superfície lunar, liberando cerca de 5,2 Mt de TNT de energia se ela impactasse a Lua a uma velocidade estimada em 13,9 km/s, uma explosão cerca de 340 vezes mais poderosa que a bomba de Hiroshima. A zona de impacto potencial se estende do sul de Mare Crisium, uma planície de lava solidificada, até Tycho, uma cratera antiga, todas localizadas no lado visível da Lua.
Astrônomos discordam se um impacto na lua seria visto da Terra. Michael Busch do SETI Institute observa que uma explosão na Lua "seria muito óbvia para qualquer nave espacial observando da órbita lunar", mas pode não ser tão visível a olho nu da Terra devido ao brilho da Lua. No entanto, outros astrônomos acreditam que o impacto poderia ser visível da Terra. Gareth Collins sugeriu que "o flash de impacto da rocha vaporizada seria visível da Terra, mesmo durante o dia", enquanto Daniel Bamberger do Northolt Branch Observatories em Londres afirmou que o impacto "poderia ser mais brilhante do que a lua cheia", tornando-o claramente visível a olho nu. 

## Oportunidades de observação

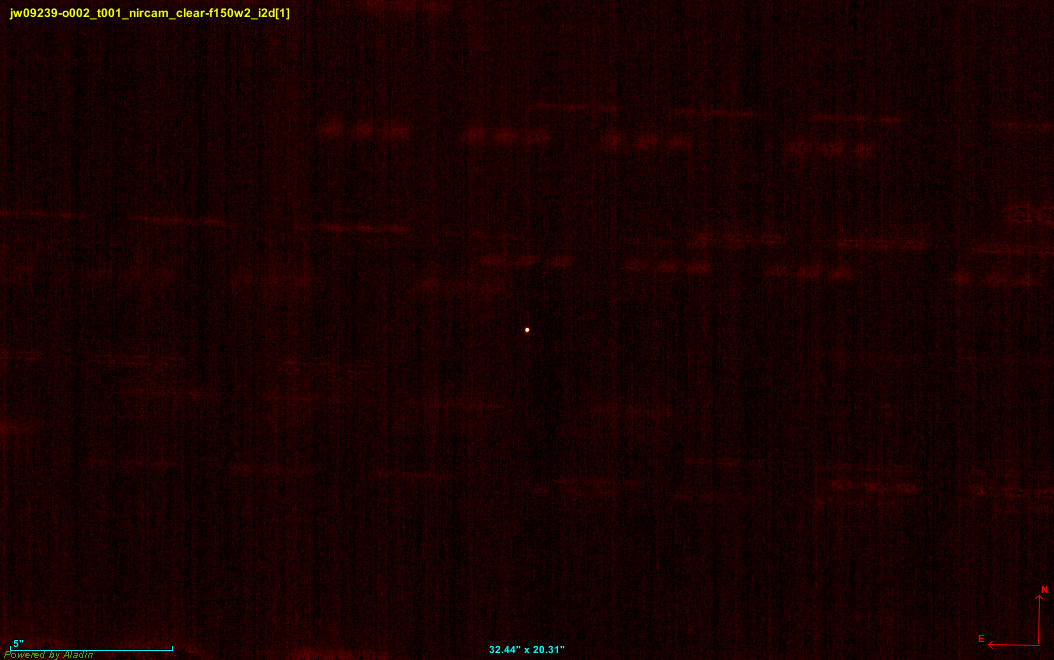
Imagem tirada pelo JWST's NIRCam do em 8 de março de 2025

Observações adicionais de 2024 YR4 são necessárias para reduzir as incertezas em sua trajetória e determinar se ele impactará a Terra. Como o asteroide está agora se afastando da Terra, ele está se tornando mais fraco, necessitando do uso de telescópios de maior abertura como o telescópio Keck de 8,2 metros e o Very Large Telescope. Até o início de abril de 2025 e até junho de 2028, 2024 YR4 estará distante demais da Terra para ser observado, mesmo pelos maiores telescópios terrestres. Telescópios infravermelhos baseados no espaço, como o Telescópio Espacial James Webb (JWST), poderão observar 2024 YR4 quando estiver mais distante da Terra. O JWST está programado para observar 2024 YR4 em março e maio de 2025, utilizando seu NIRCam e Instrumento de Infravermelho Médio, que fornecerão medições tanto da posição de 2024 YR4 quanto da emissão térmica infravermelha, a partir da qual o tamanho e o albedo do asteroide podem ser melhor estimados.
A incerteza orbital de 2024 YR4 pode ser ainda mais reduzida com observações de pré-descoberta, nas quais o asteroide pode ser detectado em imagens de telescópios arquivadas antes de sua descoberta. A primeira observação conhecida de pré-descoberta de 2024 YR4 foi feita pelo ATLAS em 25 de dezembro de 2024, mas a posição medida do asteroide nessa observação é mais incerta do que nas observações posteriores, devido ao movimento rápido do asteroide e a uma exposição mais longa do que seria ideal para observações de um asteroide em movimento tão rápido. O asteroide passou a 12 milhões de km da Terra em setembro de 2016 e a 20 milhões de km da Terra em outubro de 2020. Uma busca em imagens arquivadas do Telescópio Subaru de 2016 em uma região onde 2024 YR4 poderia ter estado não o encontrou. Segundo Sam Deen, incluir esses dados negativos de pré-descoberta no cálculo da órbita diminui a probabilidade de que o asteroide esteja em algum lugar ao longo de 60–80% das trajetórias não impactantes calculadas a partir do arco de observação até o final de janeiro, o que ele estimou que aumentou a probabilidade de impacto de 2024 YR4 para 3% naquele momento; incluir também a única observação de pré-descoberta de menor qualidade de 25 de dezembro de 2024 aumentou a probabilidade para 6%. Astrônomos do Catalina Sky Survey inspecionaram um conjunto de imagens do Mount Lemmon Survey, incluindo imagens contendo a localização prevista; no entanto, nada foi encontrado. Astrônomos do levantamento Pan-STARRS identificaram algumas imagens em 2012, 2016 e 2020, novamente sem candidatos encontrados, junto com imagens de 2012 e 2020 que não tinham uma magnitude limitante suficiente para detectar 2024 YR4 em sua magnitude prevista nessas datas. Paolo Tanga verificou possíveis detecções pela espaçonave Gaia, mas concluiu que 2024 YR4 nunca chegou ao campo de visão da espaçonave. James Bauer verificou os dados do NEOWISE, Deborah Woods verificou os dados do Space Surveillance Telescope e Julien de Wit pesquisou dados do TESS e de outras pesquisas de exoplanetas; nenhuma dessas pesquisas encontrou detecções de 2024 YR4. Imagens de 2016 da região do Observatório Palomar, que não foram tornadas públicas até Janeiro de 2025, podem fornecer mais informações.
Pode ser possível observar uma ocultação estelar por 2024 YR4, que, se detectada, pode restringir significativamente a posição e a trajetória do asteroide e também fornecer uma medição direta de seu diâmetro por meio de cordas de tempo. 2024 YR4 foi previsto para ocultar uma estrela de magnitude aparente 11.1 em 6 de fevereiro de 2025, mas o caminho da sombra penumbral do asteroide na Terra era altamente incerto, com Desde 1 de fevereiro de  2025 uma incerteza posicional de aproximadamente 7.3 km (4.5 mi) e muitas vezes a largura esperada da sombra. A difração de Fresnel da luz da estrela ocultada ao redor do pequeno 2024 YR4 também reduziu o quanto a ocultação teria escurecido a estrela.
Observações do asteroide quando ele passar perto da Terra novamente em 2028 permitirão o cálculo de uma órbita muito precisa e uma estimativa muito refinada da probabilidade de impacto em 2032, pois estenderá o arco de observação em quatro anos. O asteroide estará em torno da magnitude 25 quando chegar à oposição em 19 de julho de 2028 a uma distância da Terra de 0.79 AU. No entanto, a aproximação de 2024 YR4 em 2028 não o trará perto o suficiente para observações de radar precisas.

## Defesa Planetária
Como atuais observações colocam o asteróide com baixa probabilidade de impacto, missões de defesa planetária estão virtualmente desconsideradas. Se futuras observações até 2028 confirmarem um potencial impacto em 2032, então uma missão de redirecionamento de asteroide semelhante à DART poderia ser enviada para 2024 YR4 para evitar seu impacto. No entanto, seria muito desafiador montar tal missão com menos de oito anos. Uma missão poderia ser preparada antes do encontro próximo de 2028 para que estivesse pronta para ser lançada se for determinado que um impacto é provável. Alternativamente, se a deflexão for inviável e o local previsto para o impacto for um continente ou próximo a ele, ele poderá ser evacuado.

## Links externos
- Ficha de aproximação próxima para o asteroide 2024 YR4, Centro de Coordenação NEO da ESA
- Imagens de 2024 YR4, tiradas pelo ATLAS em janeiro de 2025, em b612.ai
- Asteroidticker, dados comparativos do JPL sobre NEOs em unidades imperiais.
- Curva de luz de 2024 YR4 por Petr Pravec, Projeto de Fotometria de Asteroides Ondrejov